# Ugglarpsbjörnbär
Ugglarpsbjörnbär (Rubus cordatiformis) är en rosväxtart som först beskrevs av Leopold Martin Neuman, och fick sitt nu gällande namn av Ryde. Enligt Catalogue of Life ingår Ugglarpsbjörnbär i släktet rubusar och familjen rosväxter, men enligt Dyntaxa är tillhörigheten istället släktet rubusar och familjen rosväxter. Arten är reproducerande i Sverige. Inga underarter finns listade i Catalogue of Life.